# Concerto pour violon no 4 de Mozart
Pour les articles homonymes, voir Concerto pour violon (homonymie).
Le Concerto pour violon no 4 en ré majeur, KV. 218, est un concerto pour violon du compositeur autrichien Wolfgang Amadeus Mozart. Composé en 1775 de même que le concerto no 5, l'œuvre montre pour la partie soliste une grande qualité d'écriture mélodique propre à lui assurer une popularité jamais démentie.

## Analyse de l'œuvre
Le concerto comprend trois mouvements :
1. Allegro, en ré majeur, à , 220 mesures - partition
2. Andante cantabile, en la majeur, à 
, 90 mesures - partition
3. Rondo: andante grazioso, en ré majeur, à 
, 239 mesures - partition

→ allegro ma non troppo, à 
 (mesure 14)
→ andante grazioso, à 
 (mesure 70)
→ allegro ma non troppo, à 
 (mesure 85)
→ andante grazioso, à  (mesure 126)
→ andante grazioso, à 
 (mesure 178)
→ allegro ma non troppo, à 
 (mesure 185)
→ andante grazioso, à 
 (mesure 210)
→ allegro ma non troppo, à 
 (mesure 217)
- Durée de l'exécution : environ 25 minutes

Thème introductif de l'Allegro :
La lecture audio n'est pas prise en charge dans votre navigateur. Vous pouvez télécharger le fichier audio.
Thème introductif de l'Andante cantabile :
La lecture audio n'est pas prise en charge dans votre navigateur. Vous pouvez télécharger le fichier audio.
Thème introductif de l'Andante grazioso :
La lecture audio n'est pas prise en charge dans votre navigateur. Vous pouvez télécharger le fichier audio.
Thème introductif de l'Allegro ma non troppo (mesure 14) :
La lecture audio n'est pas prise en charge dans votre navigateur. Vous pouvez télécharger le fichier audio.

## Orchestration
| Instrumentation du concerto pour violon no 4 en ré majeur            |
| Soliste                                                              |
| violon                                                               |
| Cordes                                                               |
| premiers violons, seconds violons, altos, violoncelles, contrebasses |
| Bois                                                                 |
| 2 hautbois                                                           |
| Cuivres                                                              |
| 2 cors en si bémol                                                   |